# Nordansjösjön
Nordansjösjön är en sjö i Sundsvalls kommun i Medelpad och ingår i Selångersåns huvudavrinningsområde. Sjön har en area på 0,0475 kvadratkilometer och ligger 67,1 meter över havet.

## Delavrinningsområde
Nordansjösjön ingår i det delavrinningsområde (693356-156979) som SMHI kallar för Mynnar i Selångersån. Medelhöjden är 124 meter över havet och ytan är 21,65 kvadratkilometer. Det finns inga avrinningsområden uppströms utan avrinningsområdet är högsta punkten. Vattendraget som avvattnar avrinningsområdet har biflödesordning 2, vilket innebär att vattnet flödar genom totalt 2 vattendrag innan det når havet efter 19 kilometer. Avrinningsområdet består mestadels av skog (61 procent) och jordbruk (22 procent). Avrinningsområdet har 0,17 kvadratkilometer vattenytor vilket ger det en sjöprocent på 0,8 procent.